# جي. هارولد فاغنر
جي. هارولد فاغنر (بالإنجليزية: G. Harold Wagner)‏ هو سياسي أمريكي، ولد في 19 يوليو 1900 في Drifton, Pennsylvania ‏ في الولايات المتحدة، وتوفي في 20 أبريل 1960 في آشفيل في الولايات المتحدة. نشط حزبياً في الحزب الديمقراطي.